# San Rafael de Canaguá
Pour les articles homonymes, voir San Rafael et Canagua.
San Rafael de Canaguá est la capitale de la paroisse civile de Páez de la municipalité de Pedraza dans l'État de Barinas au Venezuela.